# 南京太常寺志
南京太常寺志，明代文献，嘉靖年间南京太常寺卿汪宗元所著，共十三卷。
汪宗元担任南京太常寺卿时，撰《南京太常寺志》，全书分十二门：谟训、规制、职官、礼书、乐书、旧制、荐献、祭告、祭器、禄食、夫役、列传。记述明代南京太常寺的建制、职掌，属官，还有和太常寺相关的各项礼仪制度。书中记录的各祀祝文、陈设，及乐章、乐器，比《明会典》《明集礼》等更加完备。详细列举荐献品物、应祀宫观、署中藏经字号、存贮什器。根据《欽定四庫全書總目提要》，《四库全书》列入存目的是浙江巡抚采进本。天启三年（1623年），又有沈若霖四十卷本《南京太常寺志》，已佚。